# 3687 Dzus
3687 Dzus (A908 TC) là một tiểu hành tinh vành đai chính được phát hiện ngày 7 tháng 10 năm 1908 bởi Kopff, A. ở Heidelberg.